# 卡馬爾甘傑烏帕齊拉
卡馬爾甘傑是孟加拉國的一個烏帕齊拉，位於錫爾赫特專區的毛爾維巴扎爾縣。

## 人口
據1991年孟加拉國人口普查，卡馬爾甘傑共有人口191672人，其中男性佔比50.98%，女性49.02%；成年人口102877人。該地7歲以上人口之平均識字率為28.6%，低於全國平均值（32.4%）。